# 辻一憲
辻 一憲（つじ かずのり、1965年9月24日 - 2021年9月26日）は、日本の政治家。福井県議会議員。
父は、元参議院議員、衆議院議員の辻一彦。弟は、衆議院議員で元青森大学社会学部教授の辻英之。

## 来歴
福井県福井市出身。福井県立高志高等学校を経て、早稲田大学政治経済学部中退。
2014年の第47回衆議院議員総選挙では福井県第2区から民主党公認で立候補するが落選。2015年の福井県議会議員選挙（越前市・今立郡・南条郡選挙区）に民主党公認で立候補し当選。
2019年無投票により再選した。2021年3月 福井県議会内の会派「民主・みらい」の会長に就任。

### 死去
2021年9月19日15時15分頃から越前市内で、自身が発行する県政広報紙を配布していたが、21時50分頃、左後頭部から出血して倒れていたところを近所の住民が発見し、緊急搬送された。意識不明の重体が続いていたが、同月26日に死去。56歳没。福井県警察越前警察署は、死因は脳挫傷であり、転んで頭を打ちつけた可能性があるものの、依然として事故と事件の両面の可能性があるとして、情報提供を呼び掛けている。